# GALR3
GALR3 (англ. Galanin receptor 3) – білок, який кодується однойменним геном, розташованим у людей на короткому плечі 22-ї хромосоми. Довжина поліпептидного ланцюга білка становить 368 амінокислот, а молекулярна маса — 39 573.
| 10         |  | 20         |  | 30         |  | 40         |  | 50         |
| ---------- |  | ---------- |  | ---------- |  | ---------- |  | ---------- |
| MADAQNISLD |  | SPGSVGAVAV |  | PVVFALIFLL |  | GTVGNGLVLA |  | VLLQPGPSAW |
| QEPGSTTDLF |  | ILNLAVADLC |  | FILCCVPFQA |  | TIYTLDAWLF |  | GALVCKAVHL |
| LIYLTMYASS |  | FTLAAVSVDR |  | YLAVRHPLRS |  | RALRTPRNAR |  | AAVGLVWLLA |
| ALFSAPYLSY |  | YGTVRYGALE |  | LCVPAWEDAR |  | RRALDVATFA |  | AGYLLPVAVV |
| SLAYGRTLRF |  | LWAAVGPAGA |  | AAAEARRRAT |  | GRAGRAMLAV |  | AALYALCWGP |
| HHALILCFWY |  | GRFAFSPATY |  | ACRLASHCLA |  | YANSCLNPLV |  | YALASRHFRA |
| RFRRLWPCGR |  | RRRHRARRAL |  | RRVRPASSGP |  | PGCPGDARPS |  | GRLLAGGGQG |
| PEPREGPVHG |  | GEAARGPE   |  |            |  |            |  |            |

A: Аланін

C: Цистеїн

D: Аспарагінова кислота

E: Глутамінова кислота

F: Фенілаланін

G: Гліцин

H: Гістидин

I: Ізолейцин

K: Лізин

L: Лейцин

M: Метіонін

N: Аспарагін

P: Пролін

Q: Глутамін

R: Аргінін

S: Серин

T: Треонін

V: Валін

W: Триптофан

Кодований геном білок за функціями належить до рецепторів, g-білокспряжених рецепторів, білків внутрішньоклітинного сигналінгу. 
Локалізований у клітинній мембрані, мембрані.